# 岡田和生
岡田 和生（おかだ かずお、1942年＜昭和17年＞10月3日 - ）は、日本の実業家、技術者。ユニバーサルエンターテインメント創業者・元代表取締役社長。

## 人物・来歴
大阪府で6人兄弟の6人目として生まれる。京都府福知山市育ち。1952年（昭和27年）東京都板橋区に転居。幼少時に父親を胃がんで亡くす。1962年（昭和37年）に東京テレビ技術専門学校（現東京電子専門学校）卒業後、テレビ修理業に就く。1969年（昭和44年）ジュークボックスリース業のユニバーサルリースを設立、代表取締役社長就任。1973年（昭和48年）、販売部門を分離し、ユニバーサル技研設立。1979年（昭和54年）、開発部門をユニバーサルテクノス（現ユニバーサルエンターテインメント）として分離し、代表取締役社長就任。1981年（昭和56年）3月に法人税法違反で宇都宮地方検察庁から起訴され、同年7月に懲役1年、執行猶予3年という判決を受けた。こののちにはパチスロの標準システムを開発して業績を伸ばし、1998年（昭和63年）には株式公開を果たし、社名をアルゼに変更（2009年まで使用）、1999年（平成11年）には日本長者番付で1位となる。
2000年（平成12年）にラスベガスのカジノ王スティーブ・ウィンのバルビノ・ラモーレ社に280億円を出資、同社の後身ウィン・リゾーツの取締役となる。2012年（平成24年）、同社を解任され、法廷闘争となる。。
私生活では最初の妻との間に1男1女をもうけるが、1998年（平成10年）にその妻が死去し、翌年に再婚する。2013年（平成25年）に岡田美術館を開設。

2017年（平成29年）、節税のため香港に設立した一族の資産管理会社であるオカダ・ホールディングスの支配権を息子たちに奪われる。さらにそれを皮切りとして同年6月、富士本淳代表取締役社長らの謀略によりユニバーサルエンターテインメント取締役会長を解任された後、取締役に再任されず任期満了により退任した  。
2018年（平成30年）8月、富士本の虚偽告訴により、20億円の資金取引をめぐってマネーロンダリングの嫌疑や、賄賂に関する複数の容疑で香港の汚職取締機関である廉政公署（ICAC）に逮捕されるも、直後に富士本が代表取締役として当該取引を承認していたことが発覚した為、保釈された。2019年（平成31年）1月、大型カジノ施設「オカダマニラ」を運営するタイガー・リゾート・レジャー＆エンターテインメント社のCEOとして310万米ドルの不正報酬を受け取ったとして、岡田和生に対してパラニャーケの裁判所が逮捕状を発行した 。
2021年（令和3年）12月、フィリピン控訴裁判所は2019年（平成31年）にパラニャーケの裁判所が発行した逮捕状について、「（逮捕理由に必要な）推定事実が明らかに存在しないにもかかわらず」、「逮捕状を発行したことに重大な（司法）裁量権の乱用があった」とし、岡田和生の逮捕状の棄却を命じた。
2022年（令和4年）5月、「TIGER RESORT,LEISURE AND ENTERTAINMENT,INC.」が運営していた「オカダ・マニラ」を元取締役らと共謀して占拠し、TRLEI社の役職員数名の強制退去、従業員の不当解雇を強行し、以降、この岡田氏グループが同施設の運営・支配を続けていた。
2022年（令和4年）9月、フィリピンのカジノ運営公社「PAGCOR」が、岡田氏グループの同施設の運営管理権を認めないことを決定。ユニバーサルエンターテインメントグループが、フィリピン国家警察の支援を受けて決議命令を執行し、同施設の運営管理権を奪還した。
2022年（令和4年）10月、フィリピンの国家警察に逮捕された。

## 家族
- 弟・岡田友生（1942年＜昭和17年＞ - 2003＜平成15年＞） ‐ 双子の弟。米国ユニバーサル・ディストリビューティング・オブ・ネバダ社（UDN）社長。都立大学卒業後製薬会社栄研を経て、1976年（昭和51年）にユニバーサル入社、1984年（昭和59年）にUDNの社長に就任、日本のメーカーとして初めてネバダ州でゲーミング機の販売権を取得し最大メーカーに成長させたが、1989年（平成元年）の規制強化によりシェアを失い、1990年（平成2年）に社長を辞任し退職、2003年（平成15年）にスプリングバレー (ネバダ州)の自宅で自作したと思われるリシン (毒物)を注射して自殺した。[13][14]
- 前妻・充子 ‐1998年に死去[1]
  - 長男・岡田知裕（1967年＜昭和42年＞ -） ‐ 2025年現在はユニバーサルエンターテイメント代表取締役社長。1991年（平成3年）ユニバーサル販売入社。2002年（平成14年）に取締役解任、2008年（平成20年）再任、2015年（平成27年）再解任。[1] 2024年9月の臨時株主総会で取締役に復帰、直ちに代表取締役社長に就任した[15]。
  - 長女・岡田裕実 [1]
- 後妻・岡田幸子（たかこ、1973年＜昭和48年＞ -） ‐ ユニバーサルエンターテイメント取締役。1999年（平成11年）に結婚、2015年（平成27年）取締役就任。[1]